# Plesiochrysa brasiliensis
Plesiochrysa brasiliensis är en insektsart som först beskrevs av Schneider 1851.  Plesiochrysa brasiliensis ingår i släktet Plesiochrysa och familjen guldögonsländor. Inga underarter finns listade i Catalogue of Life.